# 미래컴퍼니
미래컴퍼니는 1992년에 설립한 대한민국 로봇 기업이다. 미래컴퍼니는 업계 유일의 가공, 검사, 레이저 통합 기술을 보유하고 활용하여 디스플레이 장비인 엣지 그라인더(Edge Grinder) 국내 1위이며 한국 최초로 복강경 수술 로봇을 상용화하였다.

## 수상
2021년 로봇신문에 의해 '올해의 대한민국 로봇기업(Korea Robot Company of the Year 2021)'에 선정되었다.

## 연혁
- 1992. 12 (주)미래엔지니어링 법인 전환
- 1997. 05 기업부설연구소 설립
- 1998. 06 벤처 기업 선정
- 1999. 03 국산 신기술 마크(KT) 획득
- 2000. 07 Edge Grinder 개발(국내 최초 국산화)
- 2002. 11 Edge Inspection(세계 최초 개발)
- 2004. 10 (주)미래컴퍼니 사명 변경
- 2005. 01 주식 KOSDAQ 등록
- 2005. 07 세계 일류 상품 생산 기업 선정(Edge Grinder)
- 2006. 08 Laser Trimmer 개발
- 2008. 04 복강경 수술 로봇 Proto Type 개발
- 2009. 10 히든 챔피언 선정(한국거래소)
- 2010. 04 최소 침습 다완 수술 로봇 과제 선정
- 2011. 06 이형 Edge Grinder 개발
- 2012. 10 산업 포장 수장(대표이사)
- 2013. 04 Laser Marker 개발
- 2014. 04 Laser Film Cutting M/C 개발
- 2014. 04 ToF 3D Range Camera 개발
- 2015. 05 발명의 날 특허청장상 수상
- 2015. 11 의료 기기 제조업 허가
- 2016. 04 수술 로봇 임상 시험 계획 승인
- 2016. 06 World Class 300 기업 선정
- 2017. 03 고용노동부 강소기업 선정
- 2017. 06 코스닥 대상 최우수테크노기업상 수상
- 2017. 08 Outdoor 3D Depth Camera 출시
- 2017. 08 복강경 수술 로봇(Revo-i) 식약처 제조 허가 취득
- 2017. 11 ToF 3D Camera 첨단안전산업 우수상 수상
- 2017. 11 산업포장 수상(벤처활성화 유공포상)
- 2017. 12 3천만불 수출의 탑 수상
- 2018. 03 복강경 수술 로봇(Revo-i) 출시
- 2018. 05 코스닥 라이징스타 선정
- 2018. 06 대한민국 코스닥 대상 수상
- 2018. 10 산업진흥상 수상(한국 의료기기 산업협회)
- 2018. 12 1억불 수출의 탑 수상
- 2019. 05 이달의 무역인 수상(한국무역협회)
- 2019. 07 대한민국 일자리 으뜸기업 선정(고용노동부)
- 2019. 09 안전산업 진흥 유공 표창 수상(행정안전부 장관상)
- 2019. 12 2019년 세계일류상품 선정(2005년 이후 유지)
- 2020. 07 코스닥 라이징스타 선정(3년 연속)